# Vierge allaitant de Notre-Dame-du-Port
La Vierge allaitant (Virgo lactans en latin) est une statue de pierre de calcaire parisien située dans la basilique Notre-Dame-du-Port de Clermont-Ferrand. Elle représente la Vierge à l'Enfant Jésus allaitant assise sur un trône et date de l'an 1400 environ. Elle a été classée au titre des monuments historiques en 1914.

## Description
Cette statue mesure 76 cm de hauteur, 44 cm de largeur et 40 cm d'épaisseur. Elle se trouve dans le transept sud de la basilique Notre-Dame-du-Port. Elle représente la Vierge allaitant, assise sur un trône architecturé. L'Enfant Jésus est assis sur la hanche gauche de sa mère. De la main gauche, il joue avec les plis du corsage de sa mère. Celle-ci écarte de la main droite les plis de son manteau d'un geste élégant, geste fréquent dans les représentations mariales du gothique international. La taille de la Vierge est soulignée par une ceinture à boucle rectangulaire haut placée. Les drapés sont typiques de ceux sculptés des années 1380-1420.
On remarque des restes de polychromie.
Cette œuvre taillée en pierre calcaire de l'Île-de-France a été réalisée dans la région parisienne et a été offerte à cette église certainement par des membres de la bourgeoisie clermontoise.
Elle a été exposée au musée du Louvre dans le cadre de Paris 1400. L'art sous Charles VI de mars à juillet 2004.